# Академия акварели и изящных искусств Сергея Андрияки
Академия акварели и изящных искусств Сергея Андрияки — высшее учебное заведение в Москве. Вуз проводит обучение по специальности «Живопись и изящные искусства», — подготовка художников широкого профиля.
Полное наименование образовательной организации: Федеральное государственное бюджетное образовательное учреждение высшего образования «Академия акварели и изящных искусств Сергея Андрияки». Сокращенное наименование образовательной организации: Академия акварели и изящных искусств. Ректор Академии акварели и изящных искусств — народный художник Российской Федерации (2005), действительный член Российской академии художеств (2007), Сергей Николаевич Андрияка.
Академия реализует программы дополнительного образования для детей и взрослых по различным творческим направлениям (Факультет дополнительного образования и Отделение предпрофессионального образования), ведет активную музейно-выставочную деятельность. Подразделением Академии является Музейно-выставочный комплекс, который имеет статус государственного музея. Вуз выпускает журнал «Secreta artis», тематика и специализация посвящена вопросам педагогики, теории и истории искусства, эстетики и т. д.
В здании академии расположены: Физкультурно-оздоровительный комплекс, типография, киноконцертный зал. В академии находится художественный салон, в котором продаются различные материалы для художников, а также учебная и сувенирная продукция, альбомы и каталоги выставок, выпущенные издательством академии.

## История
В 1999 году по решению Правительства Москвы было создано Государственное бюджетное учреждение дополнительного образования города Москвы «Московская государственная специализированная Школа акварели Сергея Андрияки с музейно-выставочным комплексом». Художественным руководителем Школы, Народным художником России Сергеем Николаевичем Андриякой была разработана авторская методика. Данная деятельность стала шагом перед новым этапом — открытием Академии акварели и изящных искусств.
Академия акварели и изящных искусств основана в 2002 году решением Правительства города Москвы. Учредителем Академии является Министерство культуры Российской Федерации. Вуз начал свою образовательную деятельность 12 сентября 2012 года на основе Лицензии (от 9 июля 2012 года) по адресу г. Москва, ул. Академика Варги, 15. В 2012 году прошёл набор студентов и начался первый учебный год по образовательной программе высшего образования 54.05.05 «Живопись и изящные искусства».

## Образование

### Высшее образование
Факультет изобразительного искусства.
Основная образовательная программа — 54.05.05 «Живопись и изящные искусства». Подготовка художников-специалистов широкого профиля рассчитана на шесть лет (VI курс — дипломный) и ведётся на бюджетной и платной основах. Образовательная деятельность по программе специалитета осуществляется на государственном языке Российской Федерации — русском языке.
Образование по рисунку и живописи соединено с практическим освоением различных техник изобразительного искусства в специально оборудованных мастерских Академии. Основой учебного процесса является академический рисунок. В программе обучения — акварельная, темперная, масляная живопись, пастель, офорт, монументальная живопись, основы реставрации живописи и графики, витраж, мозаика, флорентийская мозаика, сграффито, скульптура малых форм, керамика, гончарное искусство, лепка и моделирование фарфора, роспись фарфора и керамики, миниатюрная эмаль, основы ювелирного дела, книжная иллюстрация и другие художественные направления.
Обучение студентов монументальным и прикладным техникам Академия осуществляет в форме исполнения государственного, корпоративного или частного заказа. Масштабные творческие проекты, заказы, в которых приняли участие студенты Академии: исследовательская и творческая работа по воссозданию исторического облика Московского Кремля; создание витражных арочных сводов храма Воскресения Христова — главного храма Вооруженных Сил России; работа над керамическими панно около станции метро Бауманская по заказу префектуры Центрального административного округа Москвы и др.
Для абитуриентов ведутся подготовительные курсы по живописи, рисунку и композиции. В корпусе Академии располагается студенческое общежитие.

### Дополнительное образование
Факультет дополнительного образования
В Академии организованно проводятся курсы для детей и взрослых (по направлениям: акварельная живопись, академический рисунок, масляная живопись, римская мозаика, анималистическая скульптура, гончарное искусство, ювелирное искусство, витражное искусство), проводит курсы повышения квалификации для педагогов. По окончании курсов слушатели, прошедшие итоговую аттестацию, получают свидетельство или сертификат установленного образца.
Факультет дополнительного образования сотрудничает с Образовательным центром Сириус, где на базе образовательных летних смен реализует дополнительные общеобразовательные программы и пробные уроки в рамках работы клуба «Волшебство акварели».
Отделение предпрофессионального образования
Академия осуществляет, для детей 10-14 лет, реализацию дополнительной общеобразовательной предпрофессиональной программы в области изобразительного искусства «Акварельная живопись». Нормативный срок обучения: 5 лет. Форма обучения — очная. Язык, на котором осуществляется обучение — русский.

## Художественные мастерские
В Академии расположены творческо-производственными мастерские, в которых реализуется обучение программ dысшего и дополнительного образования, а также проводятся дополнительные мастер-классы:
- Ювелирная мастерская (эмальерное искусство и основы ювелирного дела);
- Мастерская керамики (основы технологии художественной керамики, роспись по керамике и фарфору);
- Мастерская гидроабразивной резки;
- Мастерская скульптуры (пластическая анатомия, анималистическая скульптура;
- Гончарная мастерская (гончарное искусство, глазуровка и гипсомодель, пробные уроки по лепке из глины);
- Мастерские витражного искусства (витраж «Тиффани», «Фьюзинг»);
- Мастерские мозаики (флорентийская мозаика, римская мозаика);
- Мастерская офорта (офорт, эстамп);
- Мастерская реставрации (реставрация масляной и темперной живописи, основы консервации и реставрации памятников искусства, реставрация графики) и др.

Эти мастерские оснащены современным оборудованием, таким как станки лазерной и гидроабразивной резки камня, комплекс по производству бумаги для рисования, станки резки стекла, плавильные и муфельные печи и многое другое.

## Музейно-выставочный комплекс
В состав Академии входит Музейно-выставочный комплекс (МВК) в статусе государственного музея, расположенный на четырех этажах Академии. Общая площадь оборудованных залов составляет около 3000 м2.
Режим работы: среда — воскресенье, 11:00 — 19:00.
Музейно-выставочный комплекс (МВК) Академии акварели и изящных искусств Сергея Андрияки был основан в 2011 году. МВК регулярно проводит масштабные межмузейные проекты, проводит временные выставки картин известных мастеров, и забытых для широкой публики имен, и современников.
Постоянные экспозиции:
- Выставка картин народного художника РФ Сергея Андрияки

Постоянный проект МВК — экспозиция картин народного художника Российской Федерации, ведущего мастера акварельной живописи Сергея Николаевича Андрияки. На выставке представлены работы всех периодов творчества художника, различные жанры и техники. Произведения художника демонстрируют преемственность классических традиций живописи и академического рисунка XIX века.
- Музей акварели

Музей акварели представляет собой коллекцию образцов отечественной и западноевропейской акварельной живописи, рисунков и книжных иллюстраций. Музей хранит в своем собрании работы И. И. Шишкина, критика А. Н. Бенуа, эскизы П. А. Брюллова, акварель Роберта Хиллса (р. 1769 г., Великобритания) и других представителей английской школы XIX века. Отдельный зал Музея акварели посвящен творчеству Игнатия Игнатьевича Нивинского (1880—1933), мастера станковой композиции и офорта.
Прошедшие выставки Музейно-выставочного комплекса:
- «Иван Шишкин. Неразгаданные тайны» (27.11.2014 — 22.02.2015). Выставка картин живописца Ивана Ивановича Шишкина имела цель методически раскрыть систему построения пейзажа на примере работ выдающегося мастера пейзажа.
- «Айвазовский и великие русские маринисты» (23.04.2016 — 15.05.2016). Произведения живописи и графики Ивана Айвазовского и русских маринистов из собрания Центрального военно-морского музея города Санкт-Петербурга.
- «Академия и Школа акварели Сергея Андрияки» в Манеже (07.04.2017 — 04.05.2017). Выставка объединила произведения народного художника РФ Сергея Николаевича Андрияки, московских художников-педагогов, учебные работы студентов и учащихся Академии акварели и изящных искусств и Школы акварели, работы участников творческих смен по направлению «Живопись» образовательного центра «Сириус».
- «Магия забытых вещей. Русский фарфор сер. XVIII — нач. XX веков» (15.12.2017 — 18.02.2018). Редкие фарфоровые и фаянсовые изделия русских «Домов фарфора» середины XVIII — начала XX вв.
- «Великие русские художники из музеев России. Серебряный век» (02.03.2019 — 14.04.2019). Выставка, посвященная эпохе Серебряного века, была создана при сотрудничестве с Вологодской картинной галерей, Музеем-усадьбой Абрамцево, Художественным музеем им. М. Туганова (Владикавказ) и Таганрогским художественным музеем.
- «Никита Федосов. К 80-летию со дня рождения» (14.09.2019 — 01.12.2019). Масштабная ретроспектива творчества Н. П. Федосова. К открытию выставки было приурочено издание альбома.
- «Великое искусство Аркадия Пластова» (12.12.2019 — 01.03.2020). Экспозиция выставки включила насчитывала 560 работ художника из 9 российских музеев.
- Международный культурный проект «Русские сезоны». (14-16 ноября 2018 года в Италии (Парма); 5 сентября — 14 октября 2019 года в Берлине; 17 января — 14 февраля 2020 года в Париже; 19 февраля по 25 марта 2020 года в Брюсселе). Совместно с «Русскими сезонами» Музейно-выставочный комплекс организует выставки Сергея Андрияки и студентов Академии акварели и изящных искусств в разных странах. Каждый год в каком-либо государстве проходит более 100 мероприятий, которые знакомят зрителей с искусством России.
- Персональная выставка Елизаветы Андрияки «Picture That» (29.10.2020 — 15.01.2021). Творчество Елизаветы Андрияки — молодой художницы, со свежим взглядом на академическую живопись и рисунок.
- Выставка «Не о войне» (03.09.2020 — 28.02.2021). В выставочном проекте приняли участие полтора десятка российских музеев и столько же выдающихся современных художников — экспозицию составляют 130 живописных полотен.
- Выставка произведений заслуженного художника РСФСР Н. И. Андрияки «От Москвы до Берлина» (05.09.2020 — 28.02.2021). В экспозиции были представлены работы художника Н. И. Андрияки из фондов Государственной Третьяковской галереи, Центрального музея Великой Отечественной войны, Центрального музея Вооружённых Сил и Государственного музея обороны Москвы, а также из собрания семьи художника.
- «Живая нить традиций» (26.02.2021 — 04.04.2021). Выставка произведений художников народных художественных промыслов Подмосковья.
- «Солнечная кисть» Ольги Кузьминой (04.03.2021 — 04.04.2021). Персональная выставка владимирской художницы Ольги Кузьминой.
- «Юрий Панцырев. К 70-летию со дня рождения» (04.03.2021 — 04.04.2021). Выставка талантливого художника, яркого представителя русского реализма, одного из самых любимых зрителем живописцев своего поколения.
- Персональная выставка заслуженного художника России Ирины Рыбаковой (08.04.2021 — 23.05.2021).
- Юбилейная выставка заслуженного художника РФ Алексея Попова (09.04.2021 — 23.05.2021).
- Выездные Методические выставки работ студентов и преподавателей Академии акварели и изящных искусств Сергея Андрияки. Академия Акварели и изящных искусств каждый год проводит обширную выставочную программу не только в своих стенах, но и в других городах и странах. Главная задача выездных академических выставок — продемонстрировать зрителям разных городов актуальность одной из ведущих образовательных систем художественного обучения, автором которой является народный художник РФ, ректор Академии Сергей Николаевич Андрияка. На выставках представлены графические и живописные работы, а также предметы декоративно-прикладного искусства, выполненные в мастерских Академии.

## Библиотека
Библиотечный фонд Академии насчитывает свыше 12330 единиц хранения: учебная и научная литература по всем дисциплинам и модулям специальности «Живопись и изящные искусства». Находится на стадии формирования.